# Semilla
Le Mouvement Semilla (en espagnol : Movimiento Semilla), connu simplement sous le nom de Semilla, est un parti politique guatémaltèque enregistré par le Tribunal suprême électoral du Guatemala comme organisation politique le 14 juillet 2017 puis comme parti politique le 21 novembre 2018.

## Histoire
Le Mouvement Semilla est enregistré par le Tribunal suprême électoral du Guatemala le 14 juillet 2017. Le parti débute comme un groupe d'analyse qui émerge peu après les manifestations de 2015, qui ont conduit à la démission du président de la République Otto Pérez Molina et de se vice-présidente Roxana Baldetti,. Parmi ses membres fondateurs figurent Edelberto Torres Rivas, Samuel Pérez Álvarez, Bernardo Arévalo, Lucrecia Hernández Mack, Jonathan Menkos, Irma Alicia Velásquez Nimatuj, Patricia Orantes et Alberto Fuentes Knight, ce dernier est écarté du comité encore en formation jusqu'à sa capture en 2018 en raison de son implication présumée dans une affaire de corruption liée au projet Transurbano,.

### Élection présidentielle de 2019
Par la suite, le Mouvement Semilla se rapproche et entre en relation avec l'ancienne procureure générale Thelma Aldana pour une éventuelle candidature présidentielle de 2019 et une coalition avec Rencontre pour le Guatemala (es) et le Mouvement libre (Movimiento Libre). Après les enquêtes de la procureure générale María Consuelo Porras et du commissaire de la CICIG Iván Velásquez Gómez, qui demande la levée de l'immunité parlementaire de Nineth Montenegro, secrétaire générale de Rencontre pour le Guatemala pour un éventuel financement électoral anonyme, la recherche d'une possible coalition cesse. Le 21 novembre 2018, Semilla, alors organisation politique, satisfait aux exigences et devient officiellement un parti politique le même jour,,,.
Le 28 janvier 2019, Semilla annonce officiellement la candidature présidentielle de l'ancienne procureure générale du Guatemala Thelma Aldana. Son colistier est l'économiste Jonathan Menkos, qui est très proche de Fuentes Knight. À cette époque, Aldana déclare que Semilla a de nombreuses « similitudes » avec le parti Nouvelles Idées du président salvadorien Nayib Bukele, venu la soutenir.
En août 2019, la Commission internationale contre l'impunité au Guatemala dépose une plainte pour une affaire d'espionnage et d'écoutes téléphoniques illégales. Ces actions seraient intentées par le ministre de l'Économie de l'époque, Acisclo Valladares Urruela, contre les membres de Semilla, Pérez Álvarez, Hernández Mack et Patricia Orante. L'affaire est classée en 2023.

### Élection présidentielle de 2023
Le 22 janvier 2023, le député Bernardo Arévalo est désigné comme candidat à la présidence, aux côtés de la chimiste biologiste Karin Herrera comme candidate à la vice-présidence pour l'élection de 2023,.
Les résultats du premier tour donne Arévalo en deuxième position avec plus de six cent mille voix, le positionnant donc en ballottage avec Sandra Torres de l'Union nationale de l'espérance. L'ascension d'Arévalo est considérée comme une « surprise » par BBC News et El País. Semilla O’Brien également obtenu un résultat relativement élevé, qui l'a positionne comme la troisième force politique au Congrès, au Parlement centraméricain et dans la ville de Guatemala. La parti obtient également des résultats municipaux mitigés dans la quasi-totalité des départements du Guatemala.

## Positions politiques
Le parti se définit comme un mouvement politique démocratique et pluriel, il explique aussi que son identité politique est écologique et progressiste, bien que des membres de différents secteurs et idéologies de la société guatémaltèque appartiennent également au parti. Le parti politique a 5 principes idéologiques :
1. La construction de la démocratie ;
2. L'équité comme axe directeur de l'action publique ;
3. La reconnaissance d'un pays pluriel ;
4. Stimuler l'économie humaine ;
5. Respect de la nature.

## Positions internationales
Semilla condamne les gouvernements du Nicaragua et du Venezuela, les qualifiant de « systèmes dictatoriaux ». Semilla a notamment proposé et voté en faveur d'une motion visant à ne pas reconnaître les résultats des élections générales nicaraguayennes de 2021.
En mars 2022, les députés de Semilla et d'autres partis d'opposition ont pris la parole pour une proposition législative visant à exhorter le président de la République Alejandro Giammattei à prendre des mesures contre la Russie pour son invasion de l'Ukraine. La proposition comprend l'annulation de la licence d'exploitation minière de la société Compañía Guatemalteca de Níquel, S. A. (Pronico), qui appartient à la société russe Solway Investment Group. En outre, l'annulation du contrat d'acquisition des vaccins Spoutnik V avec le gouvernement russe est aussi demandée.

## Controverses
En 2020, l'épouse de Fuentes Knight, Ana Cristina Castañeda, se plaint du « peu de soutien » que le parti apporte à son mari après l'affaire dans laquelle il est impliqué et qu'« Ils les ont pratiquement mis de côté » selon ses paroles, en plus du fait que dans plusieurs blogs, elle exprime des désaccords avec la direction du parti. En février 2021, la fondatrice Suzanne Brichaux et pré-candidate députée pour le Sacatepéquez en 2019 est expulsée du parti au motif d'usurpation de ses fonctions et violation du règlement intérieur. Brichaux fait valoir que tout est dû à « remettre en question la direction ».
En décembre 2021, le parti ignore le député José Alberto Sánchez Guzmán pour avoir « sauté » la discipline du parti en ayant voté en faveur de la concession de la construction et de l'exploitation de l'autoroute Escuintla-Puerto Quetzal, Sánchez Guzmán rejoint finalement le parti de droite Union républicaine. En 2022, le député Luis Fernando Pineda Lemus se détache de Semilla en bons termes et rejoint le parti Vision avec valeurs.
En juillet 2023, durant l'entre-deux-tours de l'élection présidentielle, le Parquet spécial contre l’impunité annonce « une nouvelle affaire de corruption dénommée “Corruption Semilla”, pour laquelle le juge Fredy Orellana a ordonné la suspension du parti politique Semilla ». Si cette annonce était rendue effective, la candidature de Bernardo Arévalo au deuxième tour serait rejetée. La loi électorale prévoit cependant qu’un parti politique ne peut être suspendu quand une élection est en cours, amenant la Cour constitutionnelle à suspendre l’ordonnance. La société civile guatémaltèque a également immédiatement manifesté son indignation ; des communiqués émanant de l’Église catholique, des universités, des communautés autochtones et des organisations de défense des droits humains ont demandé le respect du processus électoral.

## Résultats électoraux

### Élections présidentielles
| Élection | Candidats        | Candidats       | Premier tour | Premier tour | Second tour | Second tour | Statut      |
| Élection | Président        | Vice-président  | Voix         | %            | Voix        | %           | Statut      |
| -------- | ---------------- | --------------- | ------------ | ------------ | ----------- | ----------- | ----------- |
| 2019     | Thelma Aldana    | Jonathan Menkos | NC           | NC           | NC          | NC          | Disqualifié |
| 2023     | Bernardo Arévalo | Karin Herrera   | 653 486      | 15,51        | 2 441 661   | 60,90       | Vainqueur   |

### Élections législatives
| Élection | Voix    | %    | Sièges   | +/– | Statut     |
| -------- | ------- | ---- | -------- | --- | ---------- |
| 2019     | 211 691 | 5,36 | 7 / 160  | Nv  | Opposition |
| 2023     | 488 692 | 8,82 | 23 / 160 | 16  | Arévalo    |